# Via Pietro Micca

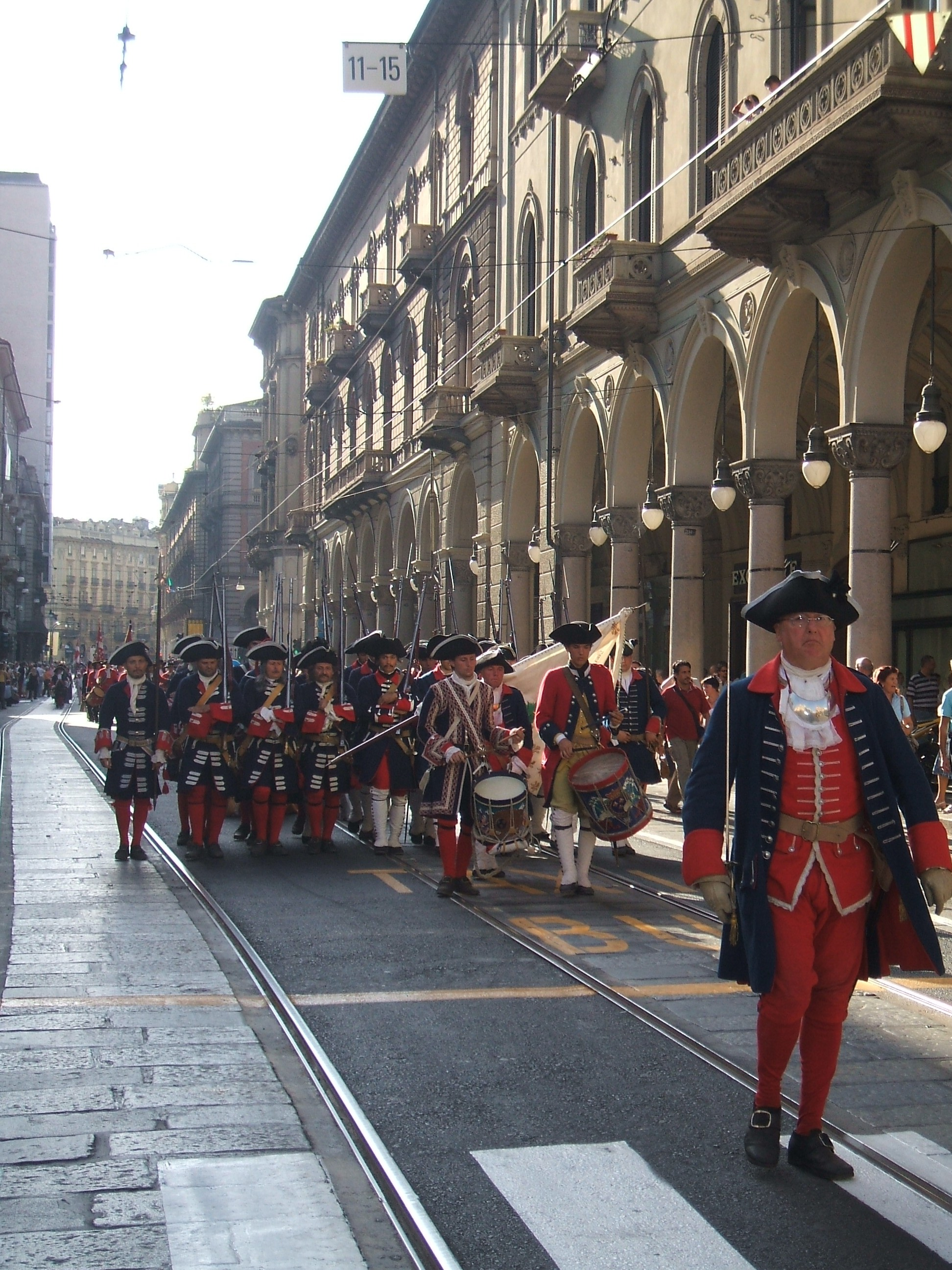
Figuranti del Reggimento Gardes Françaises sfilano per via Pietro Micca, a Torino

Via Pietro Micca è una delle vie storiche del Centro storico di Torino. Ha inizio in piazza Castello e termina in piazza Solferino. Fu costruita nel periodo 1885-1897, in obliquo rispetto al reticolato viario, diventando così una delle prime vie a rompere la scacchiera tipica del Quadrilatero Romano; a causa del suo disegno fu soprannominata la Diagonale.

La matrice architettonica della via è lo stile eclettico; fu intitolata a Pietro Micca, nome attribuito al soldato dell'esercito sabaudo ritenuto autore dell'esplosione in una delle gallerie che correvano sotto la Cittadella militare, provocata per impedire l'invasione delle truppe francesi durante l'assedio di Torino del 1706.

## Storia

### Progettazione
Fu progettata nel 1885, tagliando in diagonale lo schema a pianta romana del centro cittadino, nel complesso di un più ampio intervento di risanamento che interessò una parte cospicua del Quadrilatero romano. Gli isolati tra piazza Castello e piazza Solferino, prima del 1885, erano ancora di impianto medievale, edificati senza alcuna normativa edilizia o urbanistica, il che rendeva difficile la circolazione e impediva un ricircolo regolare di aria e il passaggio di luce: le condizioni igieniche non erano, quindi, delle migliori. Il consiglio comunale, su particolare impulso di Ernesto Balbo Bertone di Sambuy, già nel 1876 aveva proposto uno sventramento diagonale, concretizzatosi l'anno successivo in un piano degli ingegneri Petrino, Boella e Reycend, poi ripreso (1881-1882) da Giuseppe Tonta. Contemporaneamente fu istituita una Commissione e il 9 gennaio 1882 furono designati dal sindaco, conte Luigi Ferraris, come membri, i consiglieri Alessandro Antonelli, Bollati, Ernesto Balbo Bertone di Sambuy, Carlo Ceppi, Desiderato Chiaves, Favale, Amedeo Peyron e Rossi. Mentre la Commissione fissava alcuni orientamenti di massima, veniva costituita al suo interno una Sottocommissione, composta da Carlo Ceppi, Giovanni Battista Ferrante e Giacomo Soldati, incaricata di studiare il piano di risanamento. Frutto delle numerose riunioni della Sottocommissione fu una complessa ed articolata relazione che venne esposta da Ferrante alla Commissione nel corso della riunione del 17 gennaio 1884. La relazione affrontava innanzitutto le questioni relative all'opportunità di aprire vie diagonali o curvilinee ed alla necessità di nuovi portici o passaggi coperti. La Sottocommissione rispondeva in modo affermativo a tali quesiti preliminari. Si riteneva che le vie diagonali avessero il pregio di accorciare le distanze di percorrenza fra due punti distinti della città e che vivacizzassero la monotonia di un impianto urbanistico rigorosamente a scacchiera; inoltre si stimava che i residui di aree risultanti dal taglio diagonale delle vie, anche se troppo esigui per l'edificazione, potessero essere destinati alla sistemazione di aiuole, chioschi e simili; la planimetria degli appartamenti - si precisava ancora - non ne avrebbe risentito, purché si avesse avuto l'accortezza di «riportare lo sbieco» su scale, stanzini di passaggio, anditi. Analoghe considerazioni erano svolte a favore delle vie curvilinee.
 Riguardo ai portici, o in alternativa alle gallerie vetrate, la Sottocommissione esprimeva parere favorevole, ritenendo che il vantaggio che offrivano nelle giornate di pioggia e neve e l'alto reddito fornito dai negozi che ivi si affacciavano avrebbero compensato i loro difetti di costo e di imperfetta illuminazione. Permasero comunque dubbi nella Commissione sull'effettiva utilità della diagonale, ma non sulla necessità di effettuare il risanamento attraverso demolizioni e ricostruzioni, vero oggetto degli interventi. I tagli progettati furono estesi a tutto il centro, con priorità al rione San Tommaso e presso la via IV Marzo. Al momento dell'approvazione del primo lotto, a novembre del 1884, non era ancora compresa la via diagonale.

### I lavori di costruzione

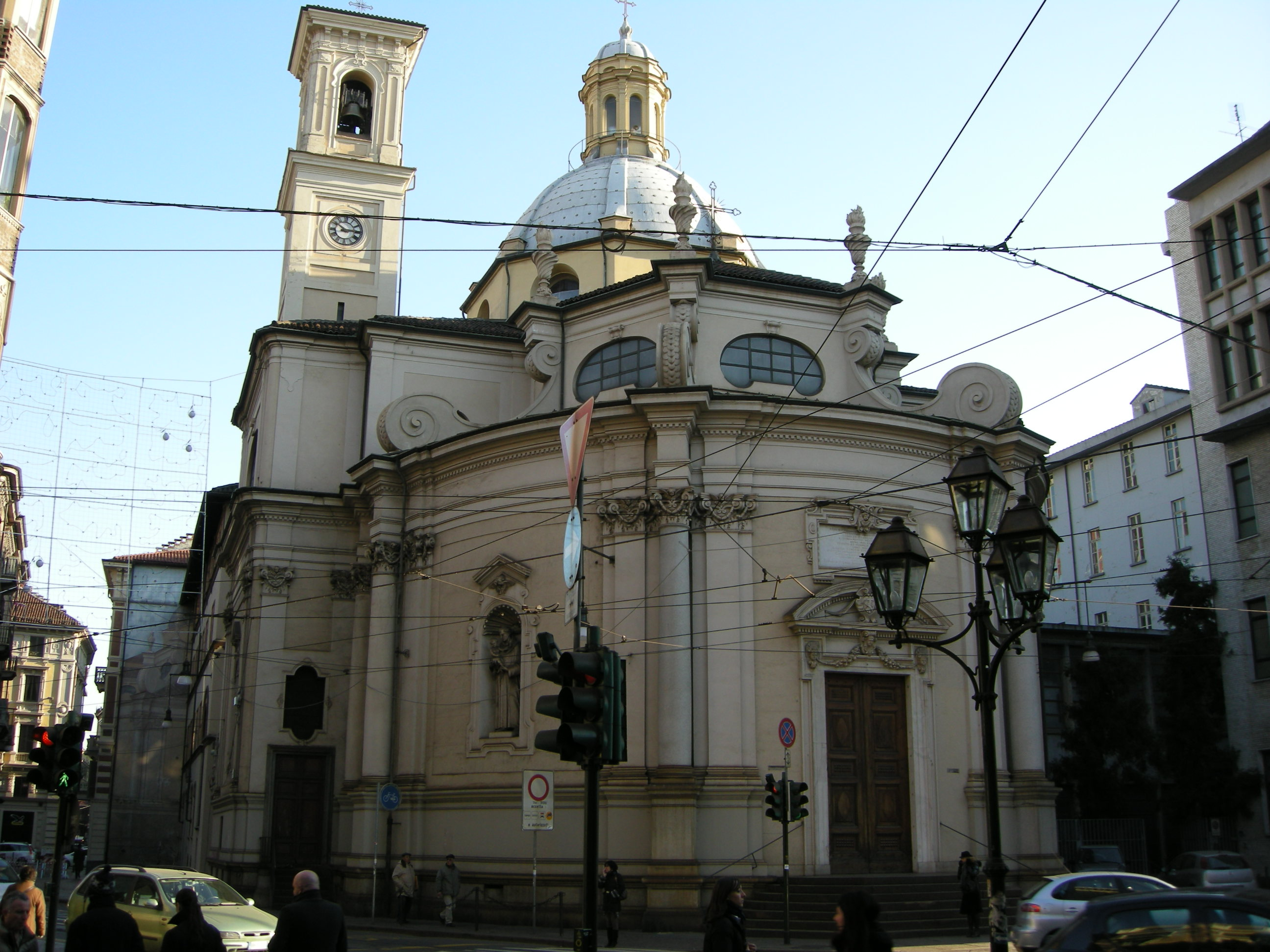
La chiesa di San Tommaso, in via Pietro Micca

Dopo una serie di vicende burocratiche riguardo alle espropriazioni e all'approvazione dei progetti, il Comune di Torino diede il via libera ad una serie di interventi - classificati in tre categorie secondo l'ordine d'importanza - che interessavano il centro della città. Via Pietro Micca apparteneva solo in parte (testate) alla prima categoria. Poco dopo, il 15 gennaio 1885, fu approvata dallo Stato italiano la cosiddetta "Legge per Napoli", che permetteva l'accesso ad agevolazioni per il risanamento dei centri antichi degradati anche ad altri Comuni e stabiliva parametri economici unitari per gli esproprii. Torino aderì immediatamente e presentò appena tre giorni dopo i progetti, con la diagonale considerata di seconda categoria.  Il 13 marzo 1885, il Consiglio comunale approvava la costruzione dei due isolati estremi della diagonale, stabilendone di fatto l'esecuzione. L'insieme delle opere, ormai definito, si concretizzò in un nuovo piano, denominato "piano Velasco" dal nome dell'ingegnere capo della Città. Sorsero allora vivaci proteste da parte dei commercianti e possidenti del centro, con il fine non celato di alzare le quote degli esproprii; con la mancata applicazione dei parametri della Legge per Napoli a favore di una stima sui prezzi medi delle aree interessate, le proteste furono superate e i lavori poterono iniziare nel 1886 con le testate della via, dopodiché si procedette alla costruzione delle parti centrali, escluse dalla Legge per Napoli perché considerate di seconda categoria. Per l'edificazione furono fatti accordi fra Città e privati costruttori, fra i quali spiccarono i Maggia ed i Delleani. In mancanza di un accordo, sarebbe stata la Città stessa a costruire a sue spese. Il primo lotto, su piazza Castello, fu edificato dalla Città nel 1891 e venduto poco dopo a Maggia.
Via Pietro Micca fu aperta al pubblico nel maggio del 1897. Costò alla Città 6.774.600 lire. Il processo di risanamento del vecchio quadrilatero romano continuò tuttavia fino agli anni '30 del Novecento, nelle vie adiacenti, portando il segno dell'evoluzione dell'architettura, dal Liberty al Novecento.

## Opere
- I palazzi e, in particolare, i porticati del lato settentrionale della via, furono finanziati e destinati a residenze di lusso e negozi. Architetti furono Carlo Ceppi, Silvio Scacchetti, Giuseppe Tonta e Costantino Gilodi; questi ultimi furono autori delle palazzate con testata su piazza Castello e piazza Solferino.
- Il Palazzo Fiorina, concepito nel 1860 e finanziato dalla ricca famiglia Fiorina, è la naturale terminazione occidentale della via, all'incrocio con via Botero e la parte settentrionale di piazza Solferino; si tratta di un condominio rossiccio a tre piani, con ricche decorazioni tra il liberty e il tardo-barocco, più elegantissimi porticati con capitelli neoclassici. Fu sede dell'hotel omonimo, mentre sotto i portici nacque la storica libreria "Slavia", a cura di Alfredo Polledro, poi rinominata "Petrini" nel 1872 e sede d'incontri di illustri letterati, come Edmondo De Amicis, Zino Zini e Piero Gobetti, oggi diventata Torre di Abele. All'angolo con via Botero, storico fu il bar-Birreria Voigt (oggi Bar Norman), dove fu costituita, nel 1906, la squadra del Torino Football Club. Poco più in là, al numero 10 di via Pietro Micca, abitò, nei suoi ultimi anni, lo scrittore De Amicis. Sul lato opposto, i bombardamenti della seconda guerra mondiale distrussero un palazzo neobarocco di Gilodi, poi rimpiazzato dall'attuale Torre Solferino, all'incrocio con piazza Solferino.
- A Carlo Ceppi si deve la progettazione del Palazzo Bellia, che si trova alla confluenza con il lato settentrionale di via San Tommaso, uno dei più begli esempi di architettura dell'eclettismo a Torino. Nel cantiere furono utilizzate per la prima volta a Torino travi in calcestruzzo armato (1894-95).
- La chiesa di San Tommaso, antecedente (1584) alla creazione della via, possedeva, prima del 1886, una pianta a croce latina, il che la rendeva ostacolo alla realizzazione della via: nei primi progetti fu proposto l'abbattimento, ma in seguito il Comune deliberò che la facciata della parrocchia arretrasse di otto metri. L'architetto Carlo Ceppi, che si era opposto all'iniziale progetto di demolizione della chiesa, provvide alla sua trasformazione.

## Eventi
In occasione delle manifestazioni per il bicentenario e il tricentenario dell'assedio di Torino del 1706, via Pietro Micca ha ospitato i caroselli e le sfilate in costume. Inoltre, la via è teatro delle sfilate cittadine per la festa di San Giovanni con Gianduja e Giacometta.